# Almuth Heuner

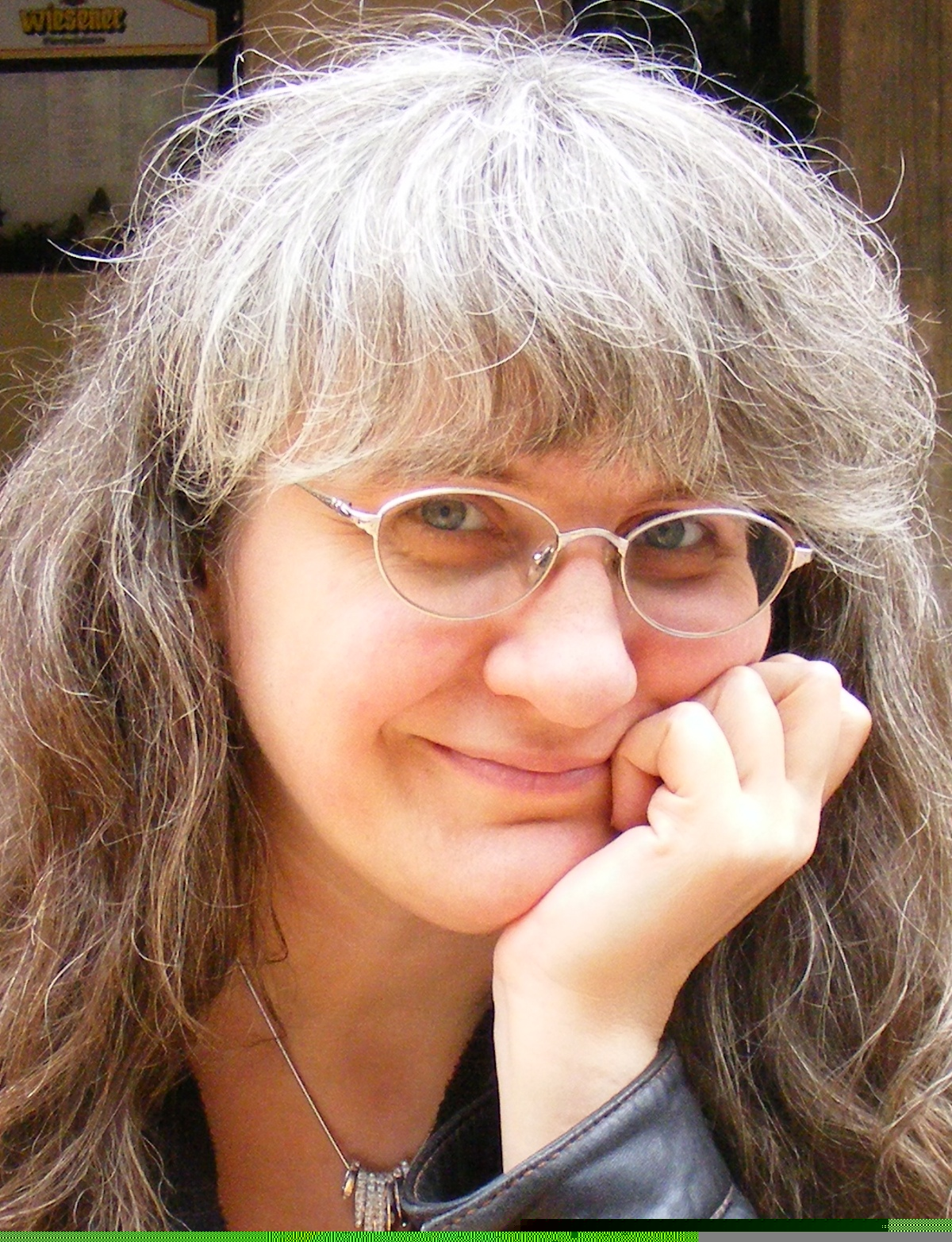
Almuth Heuner (2008)

Almuth Heuner (* 9. März 1962 in Wanne-Eickel) ist eine deutsche Schriftstellerin, Herausgeberin und Übersetzerin.

## Leben
Almuth Heuner wuchs auf in Wattenscheid und machte ihr Abitur 1981 an der Hellweg-Schule Bochum. Zum Studium der Angewandten Sprachwissenschaft ging sie 1981 zur Johannes-Gutenberg-Universität Mainz an den damaligen Fachbereich 23 in Germersheim. 1983/1984 verbrachte sie ein Auslandssemester am Puschkin-Institut in Moskau. 1987 schloss sie das Studium mit der Diplom-Prüfung ab. Anschließend studierte sie an der Universität Mannheim einige Semester Germanistik. Ab 1990 arbeitete sie in Frankfurt am Main, dort von 1991 bis 1998 bei der Pharmazeutischen Zeitung als Schlussredakteurin. Anschließend machte sie sich selbständig als Übersetzerin und Schriftstellerin. Seit 2014 lebt sie wieder im Ruhrgebiet.
Bereits seit 1990 übersetzte Heuner in den Bereichen Belletristik, vor allem Kriminalromane, und Sachbücher mit den Schwerpunkten Ernährung und Reisen. Ihre eigenen Texte erscheinen seit 1999, überwiegend Kriminalerzählungen. Als Herausgeberin von Anthologien ist sie seit 2000 tätig. Daneben veröffentlicht sie Artikel zu verschiedenen Themen aus dem Bereich Kriminalliteratur. Sie gibt auch Schreibseminare und nimmt regelmäßig an (internationalen) Tagungen teil, bei denen sie auch Podiumsdiskussionen leitet.
Als Netzwerkerin war Heuner zunächst aktiv bei den BücherFrauen und im VdÜ, ab 1997 hauptsächlich bei den Mörderischen Schwestern e.V., denen sie von 1999 bis 2001 als Präsidentin vorstand, und im Syndikat, wo sie mehrfach den Jurys des Friedrich-Glauser-Preises angehörte. Darüber hinaus ist sie Mitglied in der Dorothy L. Sayers Society. 2023 gründete sie mit anderen das LiteraturKollektiv Bochum e.V.
Ein weiterer Schwerpunkt ihrer Aktivitäten ist die Sammlung internationaler Kriminalliteratur von Frauen sowie der Aufbau archivischer Sammlungen zu den Mörderischen Schwestern und zum Syndikat.

## Werk

### Kriminalerzählungen in Anthologien (Auswahl)
- Inmitten des Lebens... in: Andrea C. Busch (Hrsg.) Mord zwischen Messer und Gabel. Gerstenberg Verlag, Hildesheim 1999, erw. Neuausg. 2001, biblioph. Neuausg. 2014, ISBN 978-3-8369-2741-3, (auch übersetzt ins Tschechische, Niederländische, Französische, Polnische, Chinesische)
- Singapore Sling in Andrea C. Busch, Almuth Heuner (Hers.): Bei Ankunft Mord. Gerstenberg Verlag, Hildesheim 2000. ISBN 978-3-8067-2506-3
- Innenrevision in Thea Dorn, Uta Glaubitz, Lisa Kuppler (Hrsg.): Kaltblütige Steinböcke. Eichborn Verlag, Frankfurt 2000, ISBN 978-3-8218-0789-8 (auch übersetzt ins Koreanische)
- In dunkler Nacht in Andrea C. Busch, Almuth Heuner (Hrsg.): Mord im Grünen. Gerstenberg Verlag, Hildesheim 2000, erw. Neuausg. 2007, biblioph. Neuausg. 2013, ISBN 978-3-8369-2754-3 (auch übersetzt ins Französische und Estnische)
- Silvesterball in Andrea C. Busch, Almuth Heuner (Hrsg.): Mord zum Dessert. Gerstenberg Verlag, Hildesheim 2000, erw. Neuausg.: Mord zwischen Lachs und Lametta. Gerstenberg Verlag, Hildesheim 2005, biblioph. Neuausg. 2012, ISBN 978-3-8369-2742-0 (auch übersetzt ins Tschechische, Polnische und Slowenische)
- Eine Leiche in der Kombüse in Almuth Heuner (Hrsg.): Mord in der Kombüse. Gerstenberg Verlag, Hildesheim 2005, ISBN 978-3-8067-2562-9 (auch übersetzt ins Französische)
- Der lange Schatten der Schwanenburg in: Ina Coelen (Hrsg.): Tödliche Torten. Leporello, Krefeld 2005, ISBN 978-3-936783-11-7
- Wein, Weib und Gesang in Andrea C. Busch, Almuth Heuner (Hrsg.): Mord im Weinkeller. Gerstenberg Verlag, Hildesheim 2007, biblioph. Neuausg. 2011, ISBN 978-3-8369-2661-4 (auch übersetzt ins Slowenische)
- Grenzgänger in Richard Lifka (Hrsg.): Tod im Taunus. KBV, Hillesheim 2011, ISBN 978-3-942446-21-1
- Leiche auf dem Papier in Zimmermann, Regina Schleheck (Hrsg.): Sonne, Mord und Ferne. ViaTerra, Aarbergen 2013, ISBN 978-3-941970-10-6
- Durch die Nacht mit Glenfarclas in: Thomas Kastura (Hrsg.): Scotch as Scotch can. KBV, Hillesheim 2013, ISBN 978-3-942446-89-1
- Gelsenkirchener Skelett in Almuth Heuner (Hrsg.): küche, diele, mord. KBV, Hillesheim 2013, ISBN 978-3-942446-93-8
- Kröte am Hals in Elke Pistor (Hrsg.): Tod und Tofu. KBV, Hillesheim 2014, ISBN 978-3-95441-184-9
- Im Geheimdienst Ihrer Sparkasse in Christina Bacher (Hrsg.): SOKO Marburg-Biedenkopf. KBV, Hillesheim 2016, ISBN 978-3-95441-293-8
- Der Schreibtisch des Grauens in Ingrid Schmitz (Hrsg.): Suche Trödel, finde Leiche!. KBV, Hillesheim 2016, ISBN 978-3-95441-295-2
- Roter Mond in Almuth Heuner (Hrsg.): Kerzen, Killer, Currywurst. Prolibris, Kassel 2017, ISBN 978-3-95475-156-3
- Schwarzes Erbe in Almuth Heuner (Hrsg.): Zechen, Zoff und Zuckerwerk. Prolibris, Kassel 2018, ISBN 978-3-95475-181-5 (auch übersetzt ins Englische)

### Lyrik
- Python zu Vogel in Christiane Schlüter (Hrsg.): Hinter den Worten warten die Wunder. Jokers, Augsburg 2011, ISBN 978-3-86800-462-5
- Die Antwort in Gedichte. Wochenkalender 2013. Jokers, Augsburg 2012, ISBN 978-3-86800-513-4

### Mitautorin Sachbuch
- Barbara Sichtermann / Joachim Scholl: Romane vor 1900. Gerstenberg Verlag, Hildesheim 2002, ISBN 978-3-8067-2528-5
- Bernd Schuh: Erfindungen. Gerstenberg Verlag, Hildesheim 2003, ISBN 978-3-8067-2540-7

### Herausgeberschaften
- mit Andrea C. Busch: Bei Ankunft Mord. Gerstenberg Verlag, Hildesheim 2000, ISBN 978-3-8067-2506-3
- mit Andrea C. Busch: Mord im Grünen. Gerstenberg Verlag, Hildesheim 2000, erw. Neuausg. 2013, ISBN 978-3-8369-2754-3 (auch übersetzt ins Französische und Estnische)
- mit Andrea C. Busch: Mord zum Dessert. Gerstenberg Verlag, Hildesheim 2000, erw. Neuausg.: Mord zwischen Lachs und Lametta. Gerstenberg Verlag, Hildesheim 2005, biblioph. Neuausg. 2012, ISBN 978-3-8369-2742-0 (auch übersetzt ins Tschechische, Polnische und Slowenische)
- Mord in der Kombüse. Gerstenberg Verlag, Hildesheim 2005, ISBN 978-3-8067-2562-9 (auch übersetzt ins Französische)
- mit Andrea C. Busch: Mord im Weinkeller. Gerstenberg Verlag, Hildesheim 2007, biblioph. Neuausg. 2011, ISBN 978-3-8369-2661-4 (auch übersetzt ins Slowenische)
- küche, diele, mord. KBV, Hillesheim 2013, ISBN 978-3-942446-93-8
- Kurzer Prozess. Brücken-Verlag, Wiesbaden 2013. ISBN 978-3-944080-07-9
- Kerzen, Killer, Currywurst. Prolibris, Kassel 2017, ISBN 978-3-95475-156-3
- Zechen, Zoff und Zuckerwerk. Prolibris, Kassel 2018, ISBN 978-3-95475-181-5

### Übersetzungen (Auswahl)
- Marylin Nissenson / Susan Jonas: Das allgegenwärtige Schwein. Könemann, Köln 1997. ISBN 978-3-89508-601-4
- Leonore Fleischer: Acht Millimeter. Ullstein, Berlin 1999, ISBN 978-3-548-24643-7
- John Luther Novak: eXistenZ. Ullstein, Berlin 1999, ISBN 978-3-548-24746-5
- Christa Faust: Hardcore Angel. Rotbuch/Hard Case Crime, Berlin 2008, ISBN 978-3-86789-048-9
- David A. Carter / James Diaz: Das Pop-up-Handbuch. Jacoby & Stuart, Berlin 2009. ISBN 978-3-941087-30-9
- P. M. Carlson: Vorspiel zum Mord. Argument, Hamburg 1990. ISBN 978-3-88619-512-1 (mit Andrea C. Busch)
- Dolores Komo: Clio Browne, Privatdetektivin. Argument, Hamburg 1991, ISBN 978-3-88619-518-3 (mit Andrea C. Busch)
- P. M. Carlson: Sicher ist nur Mord. Argument, Hamburg 1991, ISBN 978-3-88619-522-0 (mit Andrea C. Busch)
- P. M. Carlson: Versuch mit Mord. Argument, Hamburg 1992, ISBN 978-3-88619-532-9 (mit Andrea C. Busch)
- Timothy Findley: Liegt ein toter Mann am Strand. Ullstein, Berlin 1997, Neuausg. 2000 als: Im Herzen der Lüge, ISBN 978-3-548-24687-1 (mit Andrea C. Busch)
- Lora Roberts: Der Mörder von nebenan. Ullstein, Berlin 1999, ISBN 978-3-548-24524-9 (mit Andrea C. Busch)
- Nisa Donnelly: Die Liebesgesänge der Phoenix Bay. Krug und Schadenberg, Berlin 2000, ISBN 978-3-930041-21-3 (mit Andrea C. Busch)

### Aufsätze zur Kriminalliteratur
- Crime Fiction Awards, German Style
- Germany's Crime and Mystery Scene in: World Literatur Today, Vol. 85, No 3, May/June 2011
- Import top - Export Flop? Der Krimitransfer, eine Einbahnstraße des Kulturaustauschs in: Das SYNDIKAT (Hrsg.): Secret Service. Jahrbuch 2012. Gmeiner, Meßkirch 2012, ISBN 978-3-8392-1277-6
- Wie wir wurden, was wir sind: Der deutschsprachige Krimi von 1945 - 1990. Mit H. P. Karr, in: Das SYNDIKAT (Hrsg.): Secret Service. Jahrbuch 2013. Gmeiner, Meßkirch 2013, ISBN 978-3-8392-1407-7
- Am Vorabend des SYNDIKAT's. Mit Reinhard Jahn, in: Das SYNDIKAT (Hrsg.): TAT-Zeuge. Jahrbuch 2015. Gmeiner, Meßkirch 2015, ISBN 978-3-8392-1866-2

## Preise und Auszeichnungen
2012 wurde Heuner von den Mörderischen Schwestern ausgezeichnet mit der „Goldene Auguste“ für ihre Verdienste um die Kriminalliteratur von Frauen.
Nominiert wurde sie 2002 von der Crime Writers Association für den Debut Bagger (mit einem auf Englisch geschriebenen Romananfang) und 2006 für den Friedrich-Glauser-Preis in der Sparte Kurzgeschichte.
Einen Sonderpreis erhielt ihr Gedicht Python zu Vogel beim Jokers Lyrik-Preis 2010.
2019 wurde sie für ihre Story Schwarzes Erbe mit dem Friedrich-Glauser-Preis in der Sparte Kurzkrimi ausgezeichnet.